# مديم العليا (قلعة أصغر)
مديم العليا (بالفارسية: مدیم علیا) هي قرية تقع في إيران في ناحية لاله زار. يقدر عدد سكانها بـ 220 نسمة بحسب إحصاء 2016.